# Tour du sauna
La tour du Sauna (en estonien : Saunatorn) est une tour des remparts de Tallinn en Estonie.

## Description
Au sud de la tour du sauna se trouve la tour de la Nonne et au nord se trouve la tour au pied d'or.
Parmi les tours des remparts de Tallinn, la tour du sauna est préservée au nord de la tour de la Nonne.
Du côté de Toompea, subsiste la tour derrière le Sauna, partiellement conservée.
Dans la rue Nunne tänav, face au versant de Toompea, se trouvait le porte des nonnes (et). Ces fortifications furent finalement démantelées en 1868.
La tour de la Nonne et tour derrière les Nonnes doivent leur nom au couvent Saint-Michel (et) de l'ordre cistercien situé au nord de la tour.

## Histoire
La tour a été construit à l'origine entre 1311 et 1320.
En 1422, la tour existante a été entièrement reconstruite et la tour de défense a été bâtie avec une forme de fer à cheval d'un diamètre de 9,65 m et avec une hauteur de 24,5 m.
Le bâtiment avait trois étages, la salle inférieure de la tour servait d'entrepôt, les soldats étaient situés au deuxième étage et les armes de jet étaient situées au troisième.
Au début du XVIe siècle, la tour est recouverte d'un toit et acquiert son aspect moderne.
À la fin du XIXe siècle, selon les plans de l'architecte Vilhelms Neimanis de Riga, une percée a été réalisée dans les remparts entre la tour de la Nonne et la tour du Sauna dans la rue Kloostri tänav.
Dans les années 1958-1960, un escalier en béton armé a été construit au pied de la tour de la Nonne, par lequel on accède au chemin de ronde en bois du côté intérieur de des remparts.
Au milieu du XVe siècle, la tour a été entièrement reconstruite en un bâtiment de trois étages, la salle inférieure de la tour servait d'entrepôt, les soldats étaient situés au deuxième étage et les armes de jet étaient situées au troisième. La tour possédait une cheminée et une latrine à console.
Au début du XVIe siècle, la tour est recouverte d'un toit et acquiert son aspect moderne.
Les travaux de restauration des remparts de la forteresse de la ville ont commencé dans les années 1960
puis en 2004,.

## Galerie

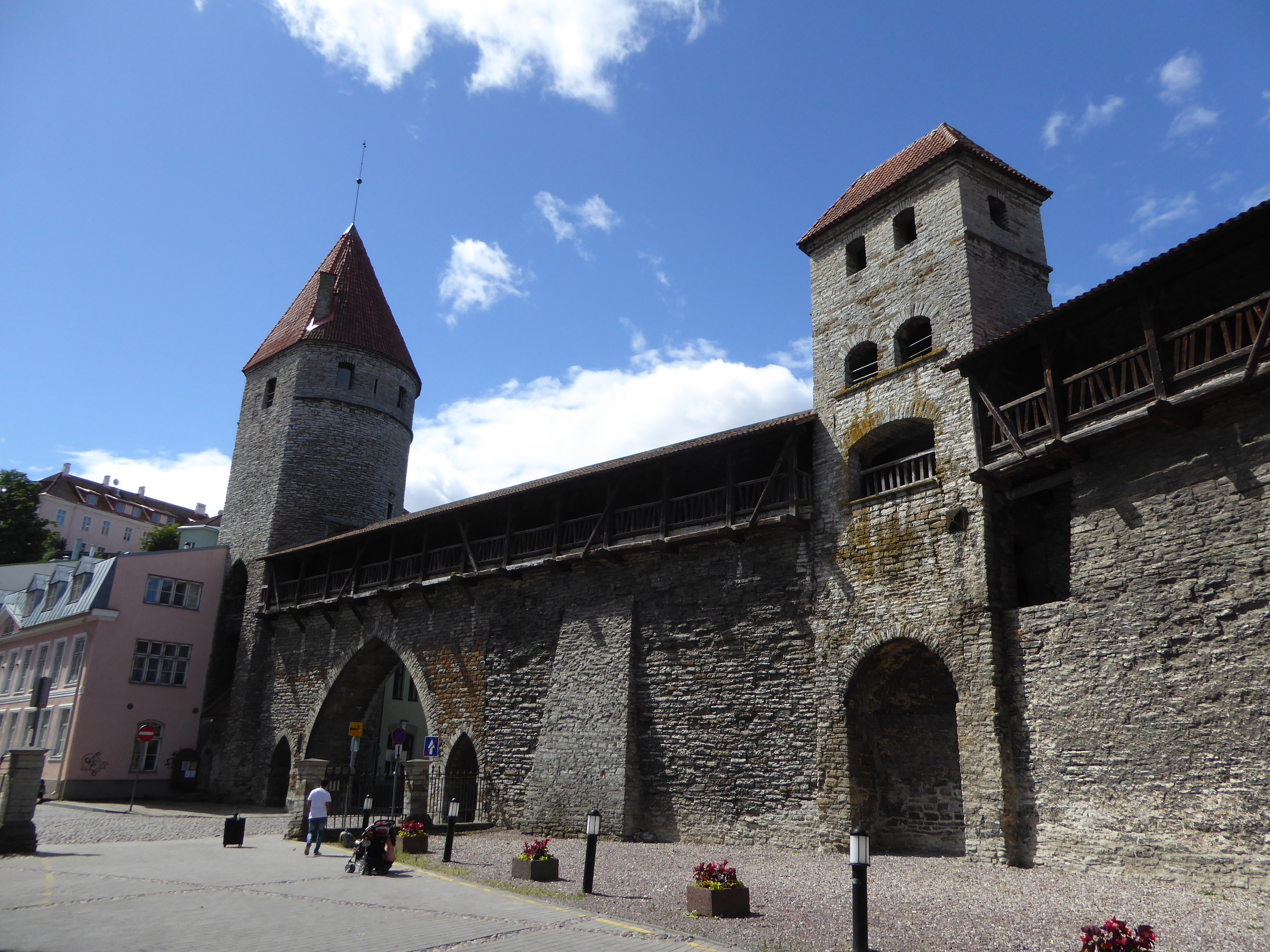
La tour de la Nonne et la  tour du Sauna.
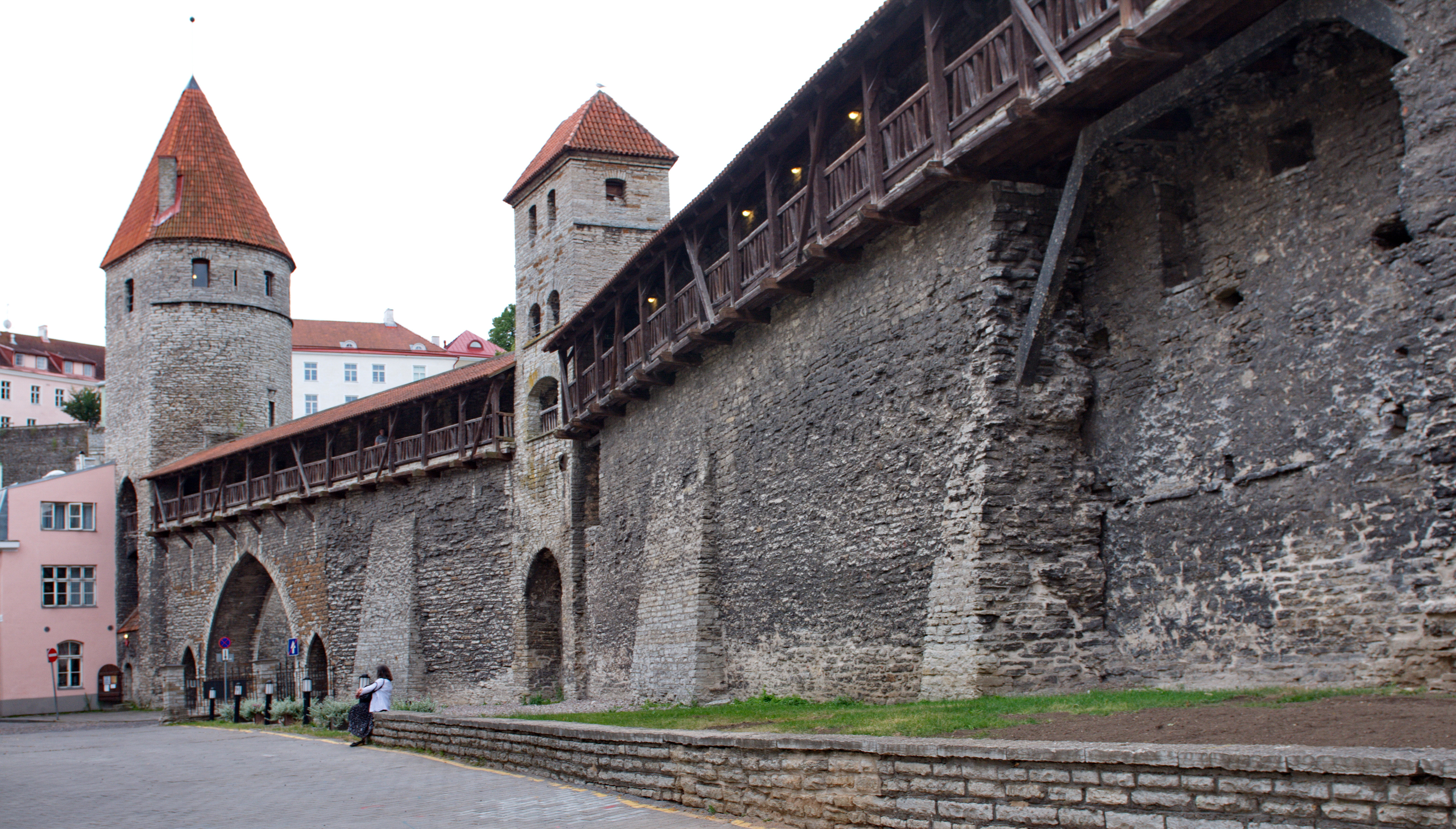
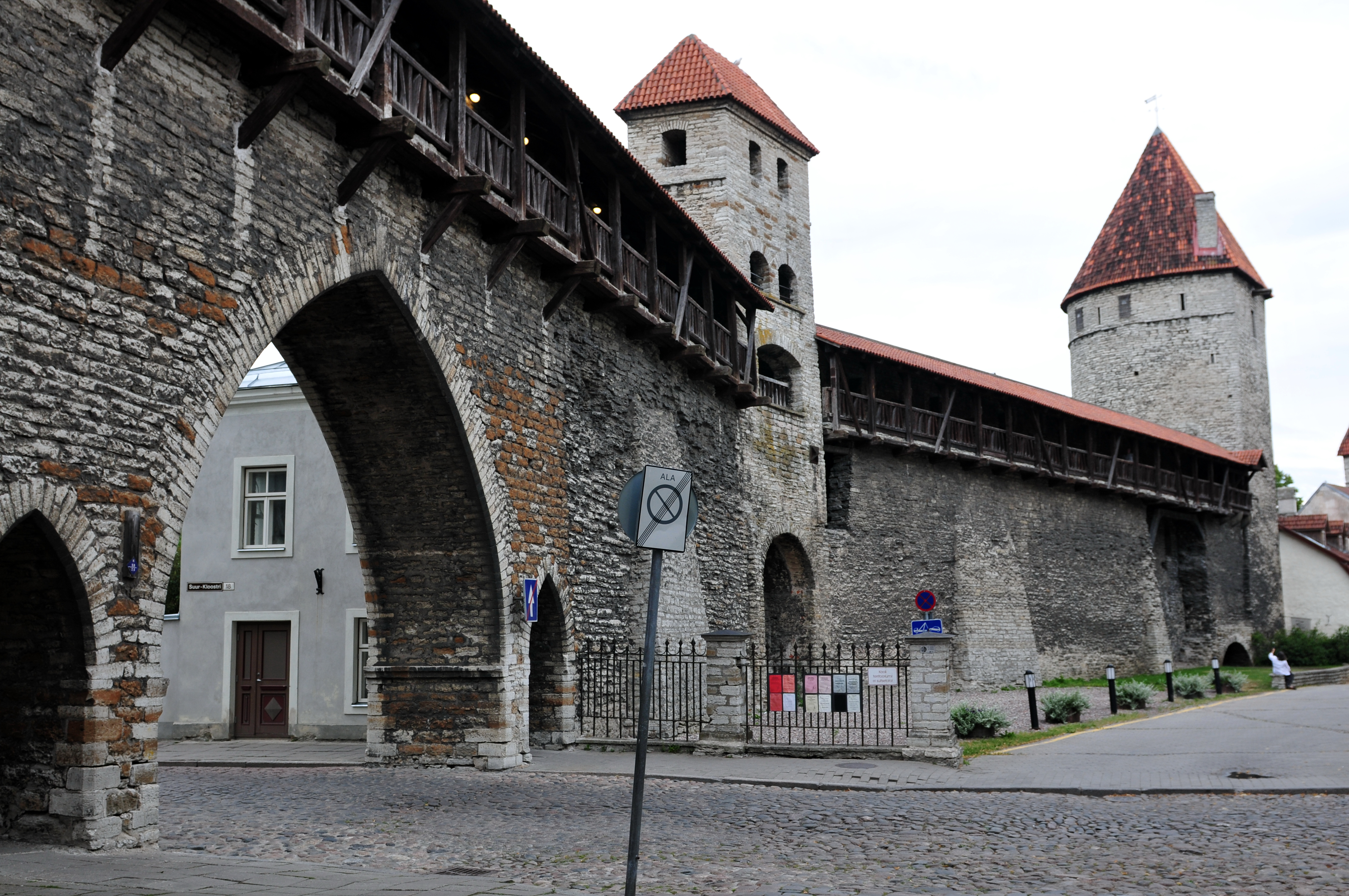
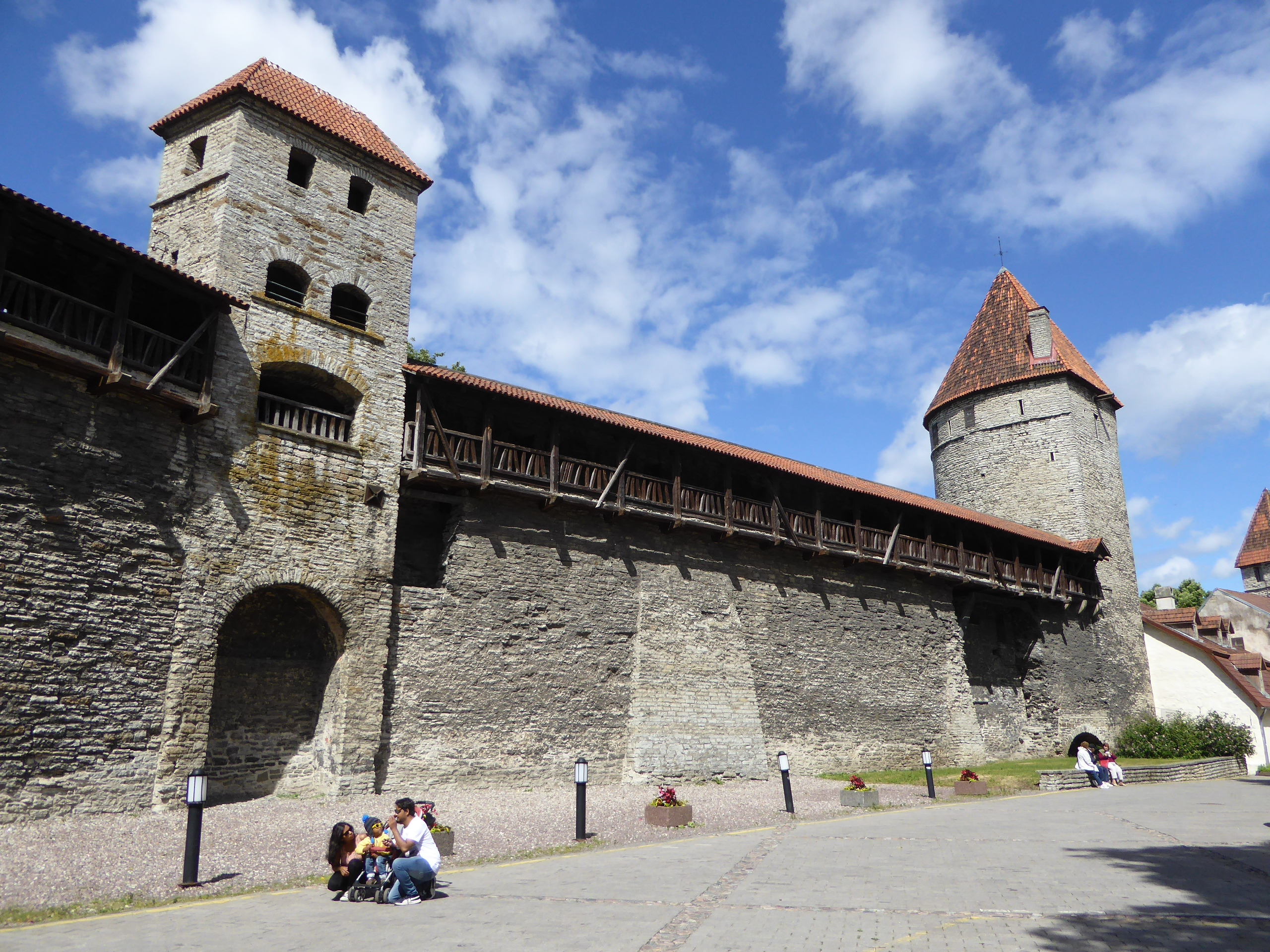
La tour du Sauna et la tour au pied d'or.